# Edward R. Murrow
Edward R. Murrow, rodným jménem Egbert Roscoe Murrow (25. dubna 1908, Polecat Creek – 27. dubna 1965, Pawling) byl americký novinář a televizní moderátor. Začínal v rozhlase, pracoval pro CBS, a to i jako válečný reportér během druhé světové války – s jeho hlasem mělo miliony Američanů zážitek války spojený. Tým válečných korespondentů, který tehdy v Evropě pro CBS vytvořil a vedl, se nazýval „Murrowovi hoši“ (Murrow Boys). Po válce se stal průkopníkem publicistiky televizní. Proslavil se zejména v pořadu See It Now a také větou „Good night, and good luck“ („Dobrou noc a hodně štěstí“), kterou každý pořad See It Now končil.

## Život
Pocházel z kvakerské rodiny. Vystudoval politologii a mezinárodní vztahy na Washington State University. Nejvíce ho na škole ovlivnila Ida Lou Andersonová, která ho učila rétorice a modulaci hlasu. Během studií si změnil jméno na Edward. V letech 1929–1931 byl prezidentem Národní studentské asociace (National Student Association). V letech 1932-1935 pracoval v neziskové organizaci Institute of International Education, která organizovala zahraniční pobyty studentů, a zejména v komisi, která pomáhala přijímat řadu studentů z Německa, které v té době vypudil nacismus (Emergency Committee in Aid of Displaced Foreign Scholars).
Pak se však rozhodl pro novinařinu. V roce 1935 nastoupil do CBS. Roku 1937 byl vyslán do Londýna, aby vedl evropské korespondenty CBS. Když se situace v Evropě začala vyhrocovat, byl to on, kdo informoval o hlavních událostech (anšlus, Mnichovská dohoda, bombardování Londýna). Právě během bombardování Londýna prvně užil závěrečnou větu Good night, and good luck, to proto, že věděl, že ho poslouchá i mnoho místních, kteří budou v noci, kdy nejvíc padají bomby, štěstí rozhodně potřebovat. Jeho reportáže měly podle mnohých odborníků velký vliv na pokles izolacionismu v americké veřejnosti. Stal se hvězdou jak v Americe, tak v Británii, a Winston Churchill mu nabídl, aby vedl BBC. Murrow odmítl, nicméně během kontaktů s britským premiérem prožil krátký milostný románek s jeho snachou Pamelou. V roce 1945 dělal Murrow slavnou reportáž o osvobození koncentračního tábora Buchenwald. Zajímavostí je, že tehdy Murrow vyzpovídal i československého národněsocialistického politika a bývalého primátora Prahy Petra Zenkla, který byl v táboře vězněn. V soukromém rozhovoru Murrow Zenkla prý varoval před komunisty.
V roce 1945 se Murrow stal viceprezidentem a šéfem zpravodajství CBS. Tím skončila jeho kariéra reportérská. Z rozhlasových vln však nezmizel, stal se moderátorem. Roku 1947 způsobil „UFO horečku“, když referoval o pozorování „létajících talířů“ amatérským pilotem Kennethem Arnoldem, s nímž udělal interview. Uváděl zprávy a zároveň publicistické pořady jako This I Believe a Hear It Now.
Právě tento pořad pak převedl na televizní obrazovky, když CBS rozjíždělo i televizní vysílání, a to pod názvem See It Now. Murrow v pořadu silně kritizoval mccarthismus, který v té době kulminoval. O konfliktu mezi Murrowem a senátorem McCarthym v 50. letech pojednává i film George Clooneyho z roku 2005. Jmenuje se Good night, and good luck, podle slavné Murrowovy závěrečné věty v pořadu. Slavný díl See It Now z roku 1954, kritizující McCarthyho, zakončil Murray slovy: „Nebojme se jeden druhého. Nenechme se vláčet strachem. V naší historii vidíme, že nejsme potomky zbabělců“. Následná konfrontace Murrowa a McCarthyho v přímém přenosu v dalším díle pořadu, kdy McCarthy nebyl schopen argumentovat a nakonec bezdůvodně obvinil Murrowa ze sympatií ke komunismu, bývá považována za začátek pádu vlivného senátora. Pořad sice v roce 1955 skončil, když sponzor, firma Alcoa, stáhl svou reklamní podporu, ale stal se vzorem pro mnoho dalších podobných. Pořad byl sice později obnoven, avšak nezískal již tak prestižní vysílací čas. Zanikl definitivně v roce 1958, po prudkém Murrowově sporu s ředitelem CBC Billem Palleym o postupující komercializaci vysílání, která se Murrowovi nelíbila. Mezitím však Murrow vytvořil i jiné pořady: v roce 1953 vymyslel a moderoval pořad rozhovorů s osobnostmi nazvaný Person to Person. Roku 1958 vymyslel další nový formát, pořad Small World, v němž proti sobě postavil dva politiky, aby vedly debatu, kterou on moderoval. Zrušení See It Now vzbudilo rozruch i na politické scéně a Murrow dostal nabídku kandidovat za Demokratickou stranu na senátora v New Yorku (tedy tam, kde to mají Demokraté takřka jisté). Zvažoval ji, ale nakonec mu politickou kariéru rozmluvil Harry Truman, který ho upozornil, že by okamžitě ztratil punc "hrdiny milionů".
Murrow tedy pokračoval, ač frustrovaný, v práci pro CBS, jednak dál uváděl debaty Person to Person a Small World a také reportážně přispíval do nového pořadu CBS Reports. V roce 1960 například vzbudil pozornost reportáží Harvest of Shame o strašlivých pracovních podmínkách přistěhovalců na zemědělských farmách. Ve stejném roce však CBS definitivně opustil.
Prezident John F. Kennedy mu pak nabídl funkci ředitele United States Information Agency, která mj. řídila známou rozhlasovou stanici Hlas Ameriky (The Voice of America), jež měla propagovat postoje Spojených států v zahraničí. Brzy však Murrow onemocněl rakovinou a instituci de facto nevedl. Oficiálně rezignoval roku 1964, ve stejném roce obdržel vyznamenání Prezidentská medaile svobody. Zemřel rok poté na rakovinu plic, jakožto silný kuřák dvou krabiček cigaret denně. Paradoxem je, že to byl právě on, kdo v pořadu See It Now jako první v USA informoval o spojitosti kouření s rakovinou.